# Hexoplon leucostictum
Hexoplon leucostictum är en skalbaggsart som beskrevs av Martins 1959. Hexoplon leucostictum ingår i släktet Hexoplon och familjen långhorningar. Inga underarter finns listade i Catalogue of Life.